# مونا حمودی
مونا حمودی (فارسی: مونا حمودی؛ زادهٔ ۱۱ نوامبر ۱۹۹۳) بازیکن فوتبال اهل ایران است که در باشگاه فوتبال زنان خاتون بم بازی می کند.
وی همچنین در تیم ملی فوتبال زنان ایران بازی کرده‌است.

## زندگی
حمودی زاده ۲۰ آبان ۱۳۷۲ در اهواز است.

## حرفه
حمودی در تیم ملی با شماره ۱۶ و در پست هافبک تیم فوتبال زنان شهرداری بم با شماره ۲۳ بازی می‌کند. مونا حمودی در ثانیه ۲۱ بازی دو تیم شهرداری بم و همیاری آذربایجان غربی گلزنی کرد و سریع‌ترین گل فصل فوتبال زنان ایران را به نام خود ثبت کرد.